# Rue de la République (Charenton-le-Pont)
Pour les articles homonymes, voir Rue de la République.
La rue de la République est une voie de Charenton-le-Pont, en France.

## Situation et accès

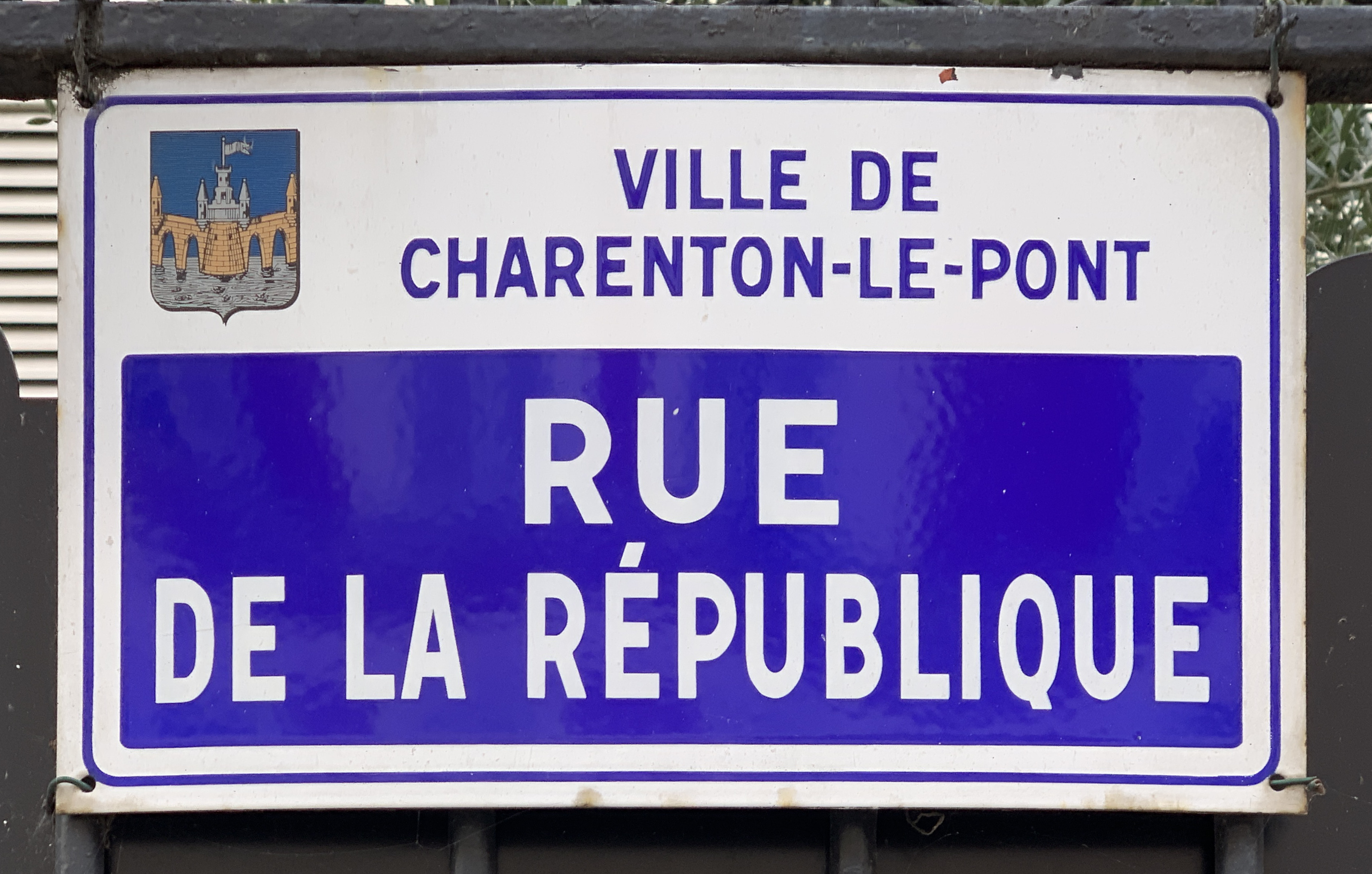
Plaque Rue de la République

Cette rue est desservie par la station de métro Charenton - Écoles sur la ligne 8 du métro de Paris.

## Origine du nom
Cette voie de communication prend son nom actuel sous la Troisième République, en l'honneur du républicanisme.

## Historique

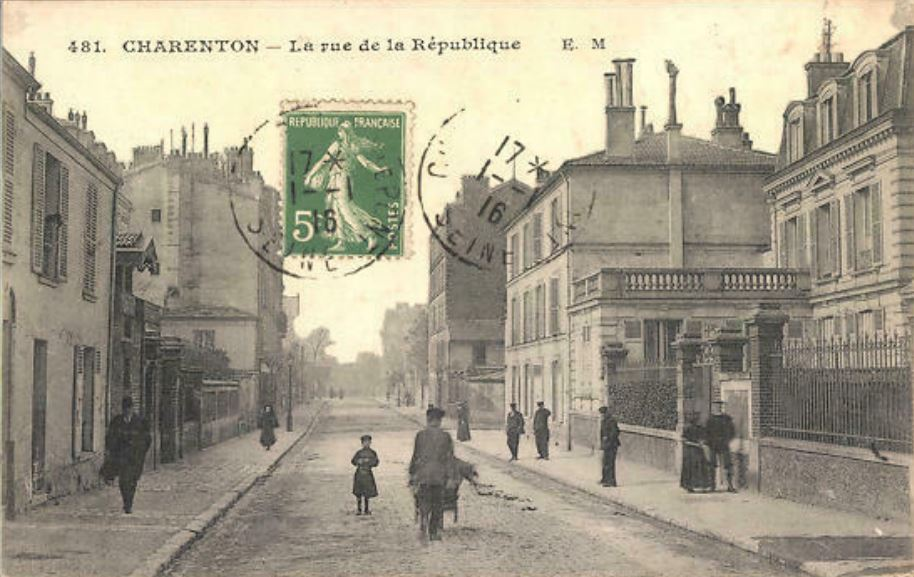
La rue de la République vers 1900.

La plus ancienne appellation connue de cette artère est rue Nicolaï, qu'elle porta jusqu'en 1857, et qui provenait de la famille Nicolaï, propriétaire de l'ancien château de Bercy.
Le Second Empire la renomma rue du Prince-Impérial en 1857, mais en 1870, elle fut renommée rue de la Nation de façon très éphémère, puis à nouveau rue Nicolaï.
C'est le 30 août 1872 que par décision du conseil municipal, cette rue reçoit son appellation actuelle.
Sa circulation jugée dangereuse, la rue de la République est réaménagée en 2020.

## Édifices remarquables
- Église Saint-Pierre de Charenton-le-Pont, construite en 1859.
- Limite du parc de l'ancien château de Bercy.